# Clase Liniers
La Clase Liniers era un modelo de destructor construido por la Armada Española. El origen de estos dos destructores se remonta a la clase Scott británica de la Primera Guerra Mundial, de los que se derivaron los españoles de la clase Churruca, de los que se construyeron en total 16 unidades y cuyas dos primeras unidades se vendieron a Argentina en 1927 y a cuya tercera serie pertenecía originariamente la clase Liniers. 

## El proyecto
Los destructores Álava y Liniers fueron encargados en enero de 1936, siendo interrumpidas sus obras primero por la Guerra Civil y después por la antigüedad de su proyecto.
Sin embargo, en 1943 se decidió reemprender las obras de esta tercera serie, ya que Argentina, que ya había adquirido dos de la primera serie de destructores de la clase Churruca, quiso comprar uno de ellos y se decidió aprovechar esta situación para completar el otro para la Armada Española. En 1944, el Gobierno Argentino renunció a comprar el suyo, decidiéndose finalmente que ambos se incorporasen a la Armada Española tras concluir la construcción de los mismos en el año 1951.

## Modernización
En su proyecto inicial, los Liniers se diferenciaban poco de los buques de las dos primeras series de los Churruca: tan sólo se mejoraba ligeramente el armamento AAW y ASW. Sin embargo, al tratarse de dos buques muy nuevos, fueron incluidos en el Programa de Modernización de buques en 1955 nacido tras los acuerdos de 1953, con lo que sus capacidades se incrementaron de forma muy notable.
Las obras de modernización se llevaron a cabo entre 1959 y 1962, dando lugar a unos magníficos buques antisubmarinos, alargándoles con ello su vida útil, siendo reclasificados por la Armada como Fragatas Rápidas en un primer momento y posteriormente como Destructores ASW.
A diferencia de otros buques, como los destructores de clase Audaz y Oquendo, la maquinaria de estos buques era sencilla y fiable, además de conocida para la industria nacional.
La única modificación en la propulsión consistió en eliminar una de las cuatro calderas, con la consiguiente reducción de potencia y velocidad. Con todo esto, la Armada dispuso de un par de buques antisubmarinos fiables y eficaces, aun cuando pueda resultar chocante decir esto de unos buques que llegaron a ver la década de los 80, cuando su proyecto original databa de la época de la Primera Guerra Mundial. Pero sin duda, se trataba de unos buques robustos y bien proyectados.
Quizá las tres series de los Churruca fueron los mejores escoltas de los que dispuso la Armada Española en la primera mitad del siglo XX.

## Buques de la clase Liniers
| Nombre  | Numeral | Año de entrega | Fin modernización | Baja | Causa    |
| ------- | ------- | -------------- | ----------------- | ---- | -------- |
| Liniers | D-51    | 1951           | 1962              | 1982 | Retirado |
| Álava   | D-52    | 1951           | 1962              | 1978 | Retirado |